# Karel XIV.
Karel XIV., vlastním jménem Jean-Baptiste Bernadotte (26. ledna 1763 v Pau, Francie – 8. března 1844 ve Stockholmu), byl francouzský ministr války, francouzský maršál, kníže de Pontecorvo a později v roce 1818 se stal králem Švédska a Norska. Panoval až do roku 1844. Je zakladatelem dodnes panující švédské dynastie Bernadotte. Jako norský král vládl pod jménem Karel III.
Někdy je uváděn jako Karel XIV. Jan (Johan) – viz Karl Johan gate v Oslu a jeho jezdecká socha, avšak ve švédských učebnicích dějepisu je uváděno pouze jako HM Kung Karl XIV. 

## Životopis

### Období před Velkou francouzskou revolucí
Jean-Baptiste Bernadotte byl páté dítě Henriho Bernadotta. Jeho otec byl advokátem v Pau a chtěl, aby jím byl i jeho syn Jean-Baptiste. Ten ovšem opustil studia a v 17 letech bez vědomí rodičů odešel k armádě. Sloužil u francouzského Královského námořnictva (Royal-la-Marine). Po 9 letech služby v armádě byl stále pouze poddůstojníkem.

### Období Velké francouzské revoluce
Po vypuknutí Velké francouzské revoluce se jeho situace změnila a jeho vojenská hodnost se rychle zvyšovala. V roce 1792 získal hodnost plukovníka, 1794 brigádního generála a roku 1796 se stal divizním generálem. Oženil se se švagrovou Josefa Bonaparta (bratra Napoleona Bonaparta) Désirée Clary.

### Napoleonská éra
Když Napoleon Bonaparte zřídil císařství, byl Bernadotte jmenován jedním z prvních maršálů Francie a po bitvě u Slavkova (2. prosince 1805) získal roku 1806 titul knížete de Pontecorvo.

### Švédský král
Ve Švédsku v té době panoval Gustav IV. Adolf. V zimě na přelomu let 1808–1809 opoziční skupiny začaly vypracovávat plán na svržení Gustava Adolfa a likvidaci absolutistické formy vlády. Spiknutí se účastnili vysocí důstojníci a úředníci.
Král chtěl udržet korunu pro syna, proto se 29. března vzdal trůnu, 10. května však Riksdag vyhlásil, že práva usednout na švédský trůn pozbývá nejen on, ale i všichni jeho potomci. Byl mu ponechán jeho osobní majetek a stanovena doživotní renta. Na trůn nastoupil jeho strýc – bratr jeho otce Karel XIII., místo něhož však fakticky vládl Bernadotte.
Karel XIII. byl bezdětný a předpokládalo se, že brzy zemře (i přesto vládl téměř devět let). Proto se rozhodlo, že král adoptuje člověka, který se stane zároveň i následníkem trůnu. Padlo několik návrhů, nakonec ovšem díky politické situaci v Evropě a přímluvám císaře Napoleona získal titul korunního prince právě Bernadotte.